# الشط (تعز)
الشط هي إحدى قرى الجمهورية اليمنية. وهي تتبع جغرافيًا لمحافظة تعز. وإداريًا لمديرية مقبنة. يبلغ تعداد سكانها 956 نسمة حسب الإحصاء الذي جرى عام 2004.